# Cap d'es Moro

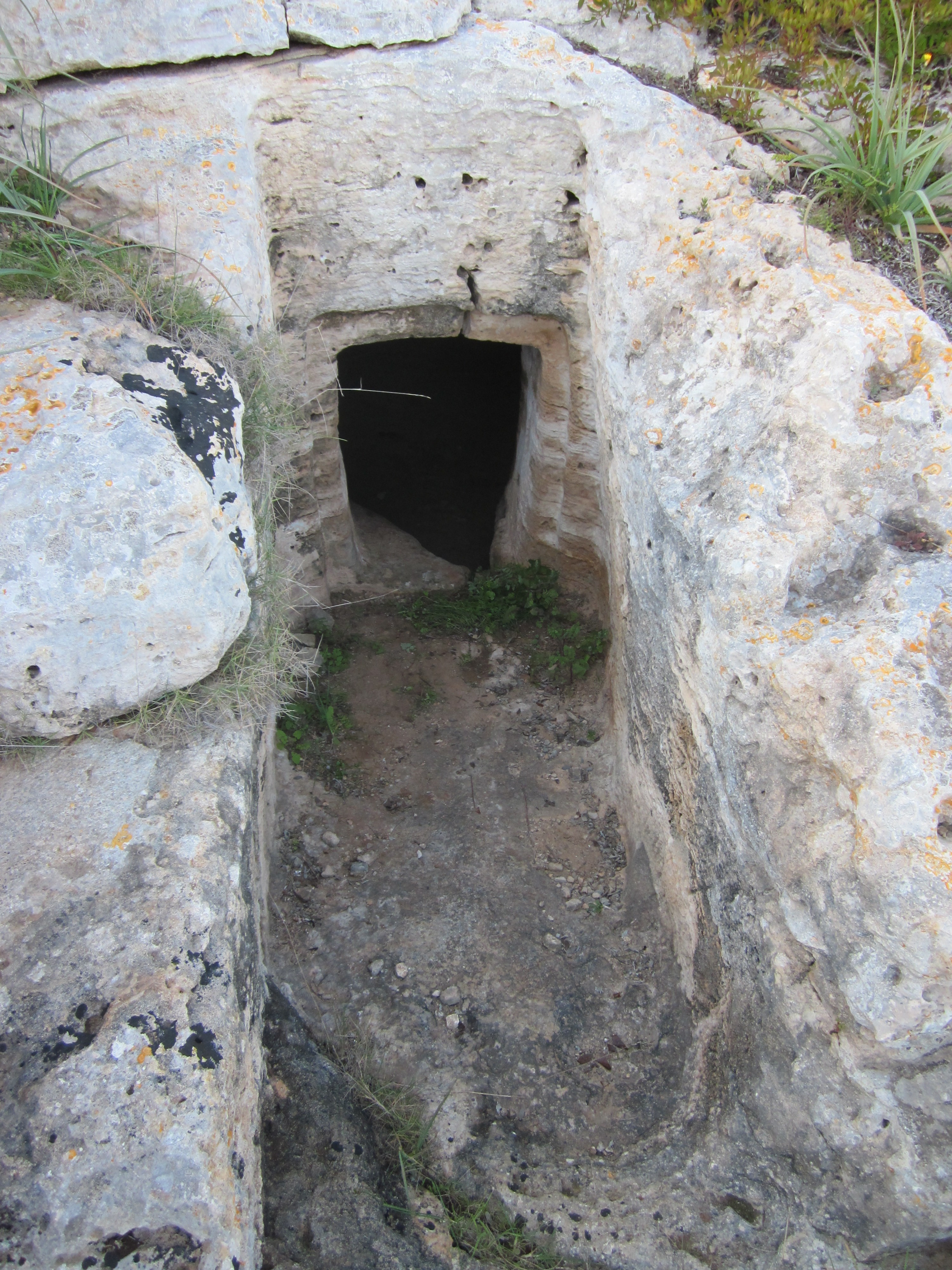
Cueva del Estret d'es Temps, en Cap d'es Moro.

Cap d'es Moro (o Es Cap des Moro) es una localidad y pedanía española perteneciente al municipio de Santañí, en la parte suroriental de Mallorca, comunidad autónoma de las Islas Baleares. En plena costa mediterránea, cerca de esta localidad se encuentran los núcleos de Son Móger, Cala Santañí, Cala Figuera y Santañí capital.
El pueblo está dentro del Parque Natural de Mondragón, muy próximo a la playa de s'Amarador, y lo componen tres barrios bien definidos: s'Estret d'es Temps, Solimina y el propio Cap d'es Moro.

## Historia
Fue aprobada su urbanización en los años 1980 junto al cabo homónimo. En el mapa del cardenal Despuig, de 1785, ya se denominaba como cabo del Moro.

## Demografía
Según el Instituto Nacional de Estadística de España, en el año 2019 Cap d'es Moro contaba con 83 habitantes censados, lo que representa el 0,68% de la población total del municipio.

### Evolución de la población
| Gráfica de evolución demográfica de Cap d'es Moro entre 2009 y 2019 |
|                                                                     |
| Datos según el nomenclátor publicado por el INE.                    |

## Comunicaciones
Algunas distancias entre Cap d'es Moro y otras ciudades:
| Ciudades          | Distancia (km) |
| ----------------- | -------------- |
| Santañí           | 6              |
| Manacor           | 35             |
| Palma de Mallorca | 57             |